# 지피지기 (음악 그룹)
지피지기(ZPZG)는 대한민국의 남성 댄스 팝 음악 그룹이다.

## 디스코그래피

### 음반
- 2014년 《ZPZG 싱글 음반 - 미치겠다》
- 2015년 《ZPZG 싱글 음반 - AOAO》
- 2017년 《ZPZG 싱글 음반 - AOAO(Remix)》